# Helen Toner
Pour les articles homonymes, voir Toner (homonymie).
Helen Toner est une chercheuse australienne et directrice de la stratégie au Centre pour la sécurité et les technologies émergentes de Georgetown. Elle était membre du conseil d'administration d'OpenAI lorsque Sam Altman a été licencié,.

## Jeunesse et éducation
Toner est née en 1992 à Melbourne, en Australie. Elle est diplômée de l'Université de Melbourne en 2014, et a participé à UN Youth, une organisation qui propose aux étudiants de participer à des simulations de diplomatie internationale,.

## Carrière
La carrière de Toner a commencé avec son implication dans l'altruisme efficace, un mouvement qui vise à adopter une démarche analytique afin d’identifier les meilleurs moyens d’avoir un impact positif sur le monde, et qui promeut notamment la sûreté des intelligences artificielles,. Après avoir obtenu son diplôme, Toner a travaillé avec GiveWell et Open Philanthropy, une initiative cofondée par Dustin Moskovitz.
Toner a notamment étudié l'industrie chinoise de l'intelligence artificielle. Elle a ensuite travaillé comme chercheuse affiliée au Centre pour la gouvernance de l'IA de l'Université d'Oxford, avant de devenir directrice de la stratégie et des subventions de recherche fondamentale au Centre pour la sécurité et les technologies émergentes de Georgetown,. Elle a co-écrit des articles dans Foreign Affairs,.
Fin 2021, Toner a été nommée au conseil d’administration d’OpenAI. OpenAI appartient à des investisseurs, dont Microsoft, mais l'organisation a conservé sa structure de gouvernance à but non lucratif, rendant les membres du conseil d'administration responsables des objectifs altruistes de l'organisation, plutôt que les actionnaires.
En octobre 2023, elle a publié le rapport « Decoding Intentions : Artificial Intelligence and Costly Signals » avec deux co-auteurs, écrivant:

« OpenAI a également suscité des critiques pour de nombreuses autres questions de sécurité et d'éthique liées aux lancements de ChatGPT et GPT-4, notamment en ce qui concerne les problèmes de droits d'auteur, les conditions de travail des annotateurs de données, et la vulnérabilité de leurs produits aux "jailbreaks" qui permettent aux utilisateurs de contourner les contrôles de sécurité. »

Après la publication du rapport, Altman a tenté d'évincer Toner, considérant que le journal critiquait l'entreprise.
Le 17 novembre 2023, Toner et trois autres membres du conseil d'administration ont voté en faveur de la destitution de Sam Altman en tant que PDG d'OpenAI. La raison invoquée par le conseil d'administration était qu'Altman n'était « pas toujours franc dans ses communications » avec le conseil d'administration. Certains membres du conseil d'administration ont considéré qu'Altman leur avait menti, par exemple pour exclure Toner du conseil. Quatre jours plus tard, la décision a été révoquée et elle a été exclue du conseil d'administration.
En mai 2024, elle a expliqué dans un podcast les raisons du licenciement de Sam Altman par le conseil d'administration.